# 主人與奴隸 (BDSM)

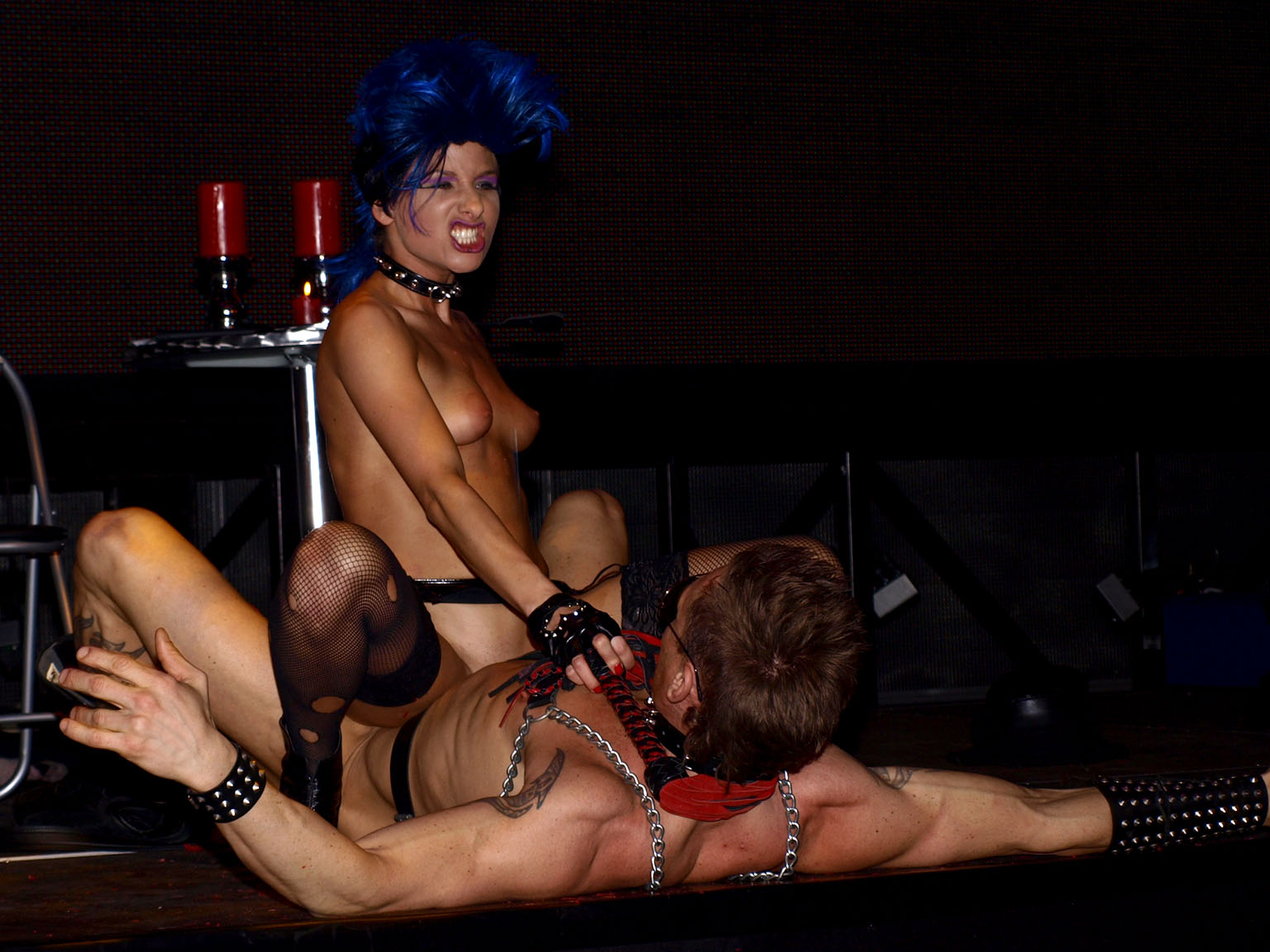
女主人正在調教她的男奴。一般色情影片是男主女奴為主流，但實際上BDSM的愛好者中，男人被虐待、女人施虐的人數非常之多。

主人／奴隶（英语：Master/slave，簡寫：M/S），是BDSM权力交换的关系。不同于BDSM的支配与臣服的核心价值为爱，「主人／奴隶」的核心价值为服务和服从。
奴隶在BDSM活动中，一个人同意顺从另一个人并成为他的奴隶，也就是他的财产。在BDSM中，性奴隶属于性幻想或角色扮演。
主人／奴隶的关系需要建立在协商一致的基础上，没有法律效力的非自愿奴役，在大多数国家的法律是禁止的。

## 术语

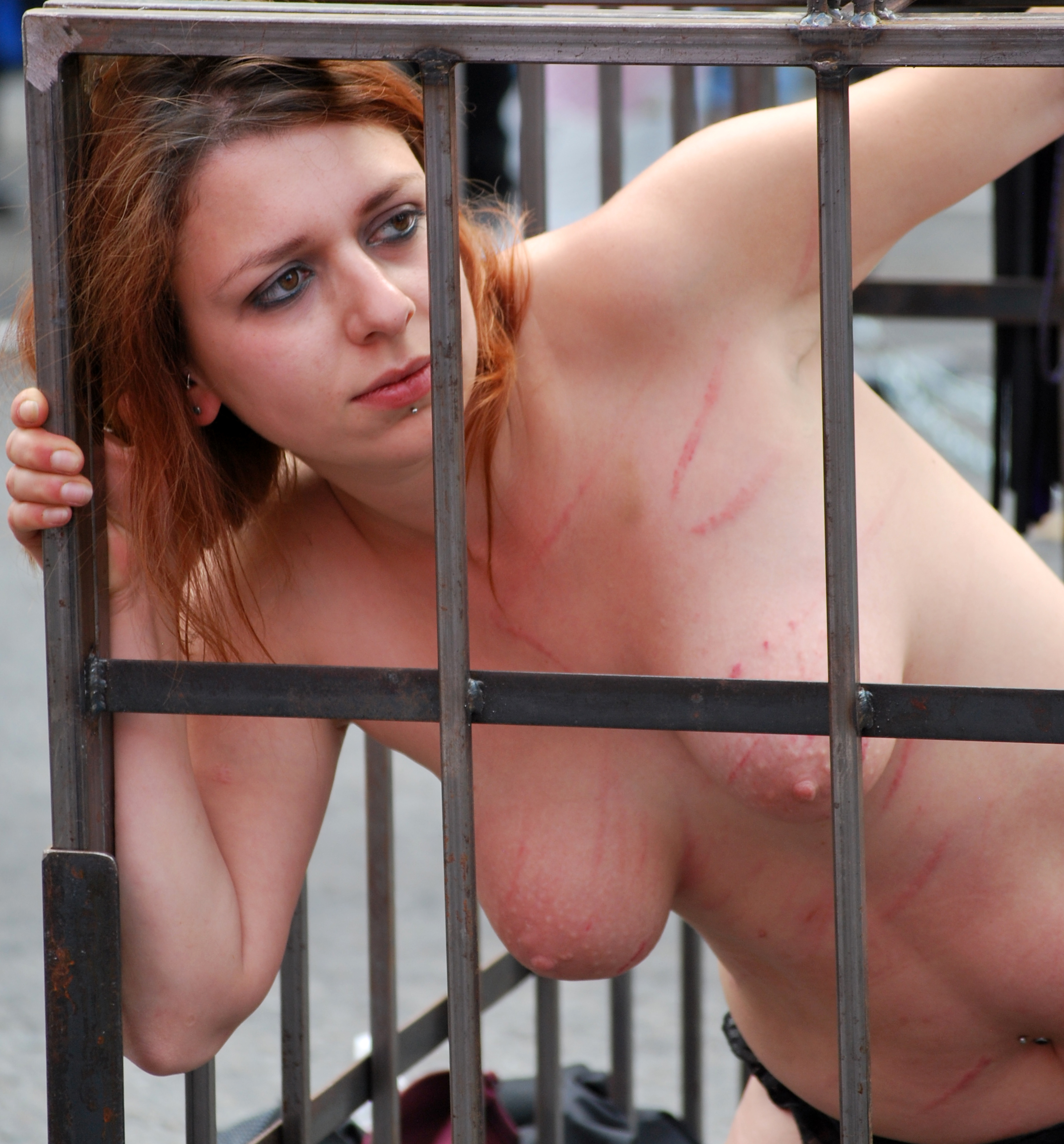
一名女性扮演在牢笼中的性奴

在BDSM中，性奴隶是有一定期限的，这里的奴隶并不是用于自愿奴役和非自愿奴役之间的区分，因为性是不是自愿奴役的必要部分，而性奴隶也不会遵从主人的所有命令。

## 协定
在权力交换中，性奴役是双方商定好的，自由裁量权会受到限制，并且随时可以撤回。
性奴的活动通常提前要定好，有时要阐述了一份奴隶契约。通常来说双方要协定好包括服装，饮食，语言的限制，家庭事务和日程安排，虽然细节处可以留给主人来判断。夫妻或伴侶之间进行还要考虑是两个人进行还是多人进行，要考虑是否与其他人进行性行为。否则，性奴隶要执行多次预期中相同的内容，包括穿着暴露衣服，被共享，佩戴项圈，SM的活动或捆绑。
顺从关系的持续时间可以是几分钟，在现场，甚至是一生的承诺。如果有他们协定好，一个性奴可以在性俱乐部或基于社交网络的BDSM杂志或网上交友网站被主人进行交易。
在协商时间过后性奴会被释放，除非再次进行协商，当然性奴也可以根據契約在过程中中断双方的关系。

## 更多阅读
- Christina Abernathy (2007). Erotic Slavehood: A Miss Abernathy Omnibus. Greenery Press. ISBN 1-890159-71-9.
- Jack Rinella (2005). Becoming a slave. Rinella Editorial Services. ISBN 0-940267-20-9.
- Jack Rinella (2002). The Compleat Slave: Creating and Living an Erotic Dominant/Submissive Lifestyle. Daedelus publishing Co. ISBN 1-881943-13-5.